# Alasdair MacIntyre
Alasdair MacIntyre (Glasgow, 12 gennaio 1929 – South Bend, 21 maggio 2025) è stato un filosofo britannico, noto per i suoi contributi nella filosofia morale e politica e alcune opere di storia della filosofia e della teologia: criticando l'impostazione moderna del problema etico, riprende invece il pensiero di Aristotele e soprattutto di Tommaso d'Aquino.

## Biografia
Alasdair MacIntyre nasce a Glasgow nel 1929, studia a Londra e a Manchester, città dove inizia la sua carriera universitaria nel 1951 come professore di filosofia della religione. La sua formazione universitaria è permeata dalla filosofia linguistica della scuola di Oxford, che predomina in quegli anni nelle maggiori sedi accademiche. Il suo contributo filosofico verte inizialmente su temi etico-politici e religiosi; all'età di 23 anni pubblica Marxism. An interpretation, anticipando il dibattito tipico degli anni successivi tra materialismo dialettico e Cristianesimo e dando una versione personale del marxismo, che vede come riflesso e prodotto della tradizione cristiana; questo tema verrà interamente ripreso per una revisione e un ampliamento interpretativo nella seconda edizione dell'opera. Altro aspetto che qui compare per la prima volta è la sua posizione critica nei confronti della filosofia linguistica dominante che MacIntyre accusa di essersi distaccata troppo da problemi umani e sociali di interesse attuale. La religione è vista sotto l'aspetto sociologico, cosicché MacIntyre è al tempo stesso marxista e cristiano, spaziando da una soluzione etica ad una fideistica della religione.
Dopo aver insegnato filosofia all'Università di Leeds dal 1957 al 1961, entra a far parte del corpo accademico oxoniense, prima al "Nuffield College" (1961-62 e 1965- 66) poi all'"University College" (1963-66). Nel frattempo è Senior Fellow al Council of the Humanities dell'Università di Princeton (1962-'63). Dal 1966 al 1970 occupa la cattedra di sociologia all'Università dell'Essex e ricopre l'incarico di lettore all'Università di Copenaghen nel 1969. Dal 1970 al 1972 è professore di History of Ideas alla Brandeis University, mentre dal 1972 al 1980 è professore di Philosophy and Political Science all'Università di Boston. Nel 1979 riveste la funzione di Visiting Fellow alla Princeton University; infine, dopo altri incarichi al "Wellesley College" dal 1980 al 1982, alla Vanderbilt University dal 1982 al 1988 e all'Università Yale dal 1988 al 1989, dal 1988 in poi assume l'impiego di Hank Professor of Philosophy all'Università di Notre Dame in Indiana. Dal 1970 quindi si trasferisce definitivamente negli Stati Uniti.
Qui la sua impostazione si allontana ben presto da quella della filosofia continentale, acquistando tratti ibridi e per certi versi innovativi, che gli fanno assumere un carattere anglosassone e analitico nel metodo ma decisamente "postanalitico" per quanto riguarda il contenuto. MacIntyre, infatti, appartiene alla cosiddetta "quarta generazione" dei filosofi angloamericani, quella cioè nata intorno agli anni trenta ed apparsa sulla scena negli anni sessanta. È una generazione ricchissima di pensatori fertili di stimoli culturali che hanno contribuito ad approfondire il dibattito filosofico in varie direzioni: pragmatismo (R.J. Bernstein), filosofia del linguaggio ordinario di matrice austiniana (ultimo Paul Grice e John Searle), filosofie anti-positivistiche (Noam Chomsky, Jerry Fodor, John Katz), filosofia della scienza di impostazione positivistico-logica (Thomas Kuhn, Paul Feyerabend, Imre Lakatos), filosofia quineana (Donald Davidson, primo Saul Kripke, Hilary Putnam), tematica delle logiche modali e dei mondi possibili (David Lewis, A. Plantinga, Montague ed altri). Tra i tanti filoni, quello di taglio prettamente etico-politico-giuridico interessa filosofi come John Rawls, Robert Nozick, Ronald Dworkin; si sposta dal piano metaetico a quello dell'etica pratica con Hilary Putnam (per la relazione mente-corpo), Thomas Nagel, Donald Davidson, Derek Parfit, Richard Rorty, Daniel Dennett ed altri; esce infine dal campo della filosofia tout-court prospettando soluzioni nuove e differenti, ma tutte appartenenti al "post", cioè al salto ormai operato dai nuovi intellettuali con filosofi quali Richard Rorty, Alasdair MacIntyre e per certi versi Charles Taylor.
L'interesse di MacIntyre, inizialmente rivolto a questioni religiose, si sposta gradualmente verso temi etico-politici; in Marxism and Christianity la sua posizione si fa scettica nei confronti sia del marxismo che del cristianesimo. Nella prefazione a proposito del suo mutamento di posizione rispetto al 1953, scrive: «Then I aspired to be both a Christian and a Marxist, at least as much of each as was compatible with allegiance to the other and with a doubting turn of mind; now I am skeptical of both, although also believing that one cannot entirely discard either without discarding truths not otherwise available».
Come nel volume precedente l'Autore considera il marxismo un prodotto della cultura cristiana. Infatti egli afferma che, con la secolarizzazione della morale e l'avvento dell'Illuminismo, il senso della vita umana così come era concepito dalla tradizione cristiana, fu sostituito da una interpretazione razionalistica dei concetti di uomo e di natura. Gli interrogativi tipici della cultura religiosa, come le questioni teologiche relative a Dio, l'immortalità, la libertà e la morale, non poterono ricevere più le risposte attinenti a quel contesto, ma acquisirono un nuovo contenuto laico.
Tra la molteplicità delle dottrine secolari che emersero, solo il marxismo salvò lo scopo del cristianesimo medievale, ovvero quello di conservare la ricerca del senso di una vita umana vista non solo come identità sociale e appartenenza ad un gruppo, ma anche come superamento dei propri limiti in una tensione ideale verso la perfezione. Scrive MacIntyre: «Only one secular doctrine retains the scope of traditional religion in offering an interpretation of human existence by means of which men may situate themselves in the world and direct their actions to ends that trascend those offered by their immediate situation: Marxism».
Non solo quindi il marxismo conserva alcuni aspetti della tradizione cristiana, ma anche la religione può essere considerata, così come fa Marx, l'espressione di determinate strutture sociali e di particolari concezioni politiche. MacIntyre analizza come Hegel, nonché la destra e la sinistra hegeliana, trascendendo i limiti dell'Illuminismo ed introducendo per la prima volta alcuni dei temi salienti del marxismo, trasportarono la discussione della religione sul piano filosofico.
Il passaggio dalla filosofia alla pratica è attuato da Marx. Egli dimostra che il fallimento della teoria politica hegeliana e della pratica politica prussiana è avvenuto per non aver tenuto conto che «politics is a human activity and that the ultimate reality is that of man».
MacIntyre spiega come la teologia si conservò in maniera latente lungo la linea della tradizione inaugurata da Hegel sino a giungere al marxismo più maturo, per il quale la religione svolge due funzioni: quella di giustificare per autorità divina un certo ordine sociale insieme a quella di fornire un modello di comportamento umano. Se, da una parte, il comunismo considera la religione come "l'oppio dei popoli", dall'altra, riconosce che essa originariamente possedeva un vero e proprio spirito rivoluzionario, come quello espresso dal millenarismo, e che andò perduto quando il tentativo di attuare la liberazione sulla terra fallì. In conclusione sia il marxismo che il cristianesimo sono accomunati poiché essi «rescue individual lives from the insignificance of finitude (to use an Hegelian expression) by showing the individual that he has or can have a role in a world-historical drama».
Nella produzione di MacIntyre a partire dagli anni settanta troviamo, da un lato, un'ampia serie di saggi critici che spaziano da Hegel a Herbert Marcuse; dall'altro lato, si va sempre più evidenziando l'interesse prevalente dell'Autore verso problematiche etiche, ovvero di "storia della morale", rispettivamente nei tre seguenti libri Against the Self Images of the Age, A Short History of Ethics, e Secularization and Moral Change.
Ma il progetto postfilosofico e postanalitico di rifondare un'etica ormai morta si rivela appieno nella sua opera più citata e recensita: After Virtue: a Study in Moral Theory. In un quadro di decadenza MacIntyre avanza una soluzione originale, forse un po' nostalgico-conservatrice: il ritorno ad una comunità medievale pre-marxista che si ispiri per certi versi ad Aristotele e per certi altri a San Benedetto. Del 1983 è un'altra raccolta di saggi pubblicata in collaborazione con S. Hauerwas di cui fa parte il saggio Moral Philosophy: What Next?, nel quale l'Autore manifesta seri dubbi sul destino dell'etica che è andata via via affacciandosi a problematiche di tipo applicativo, mentre hanno perso forza le discussioni metaetiche della tradizione analitica. Ritorna anche qui la critica alla mancanza di valori, di modelli di riferimento, che egli attribuisce alla perdita del concetto di Dio, di "vita buona" e di telos, temi che verranno trattati per esteso nei prossimi capitoli. Le questioni di etica applicata riguardano l'ambiente (etica ambientale), gli animali (loro diritti), il controllo demografico e la nascita (contraccezione, aborto, fecondazione), la morte (eutanasia). L'analisi della perdita dei modelli di riferimento, avvenuta dopo il distacco dalle "etiche teleologiche", quelle cioè che vedevano la vita umana come un viaggio verso una meta prefissata che poteva essere il raggiungimento dell'eudaimonia per Aristotele o il ricongiungimento con Dio per il cristianesimo, è qui condotta in maniera non dissimile da quella di Dopo la virtù, opera alla quale l'Autore rinvia per la prognosi. In questo saggio egli anticipa la pubblicazione del libro successivo, frutto delle Carlyle Lectures, dal titolo provvisorio The Transformations of Justice, che verrà poi trasformato Whose Justice? Which Rationality?.

In quest'opera ci si domanda se esista ancora qualche criterio di razionalità comune a giudizi alternativi, talvolta totalmente incommensurabili e se sia possibile scegliere razionalmente tra opposte teorie della giustizia. Come nel libro precedente, il principale indiziato di reato è l'Illuminismo, qui colpevole di aver universalizzato un unico modello di ragione che presto si è trovato invece bersagliato dal proliferare di standard diversi tra i quali non è possibile scegliere con argomentazioni valide. Alla domanda su quale possa essere la via d'uscita dal rischio di relativismo, MacIntyre risponde avanzando una soluzione storicistica: 
MacIntyre delinea quattro principali tradizioni che vengono esaminate per buona parte del libro: quella aristotelica, quella agostiniana, quella scozzese (fusione dell'agostinismo calvinistico e dell'aristotelismo classico) e quella liberale moderna (vengono brevemente analizzate anche altre tradizioni tra cui quella luterano-kantiana, quella islamica, quella indiana e quella cinese).
Nella prima parte l'Autore si sofferma sul mondo greco. Mentre la società omerica non distingueva i valori ontologici da quelli deontologici, ovvero quelli che ci permettono di conseguire un fine per il suo valore intrinseco da quelli che ci consentono di perseguirlo per motivazioni ad esso esterne, con Aristotele tale distinzione viene evidenziata. La giustizia per Omero non prevedeva una separazione tra intenzioni e azioni, né fra il concetto di agathos (uomo virtuoso) e quello di dikaios (giusto). Con Aristotele il problema della giustizia è molto più complesso e presuppone una dottrina della virtù che si fondi sulla conoscenza del fine ultimo della vita umana, il cosiddetto telos.
Secondo MacIntyre, il "sillogismo pratico aristotelico" fornisce un modello d'azione ideale che difficilmente si concluderà con un dilemma di ordine pratico, una volta che l'uomo possegga le informazioni corrette ed abbia una visione completa del proprio telos. 
Passando all'esame un'altra tradizione, MacIntyre analizza la risposta del cristianesimo agostiniano alla sfida lanciata da Aristotele. Secondo Sant'Agostino, infatti, la teoria aristotelica non era in grado di fornire in adeguata misura un mezzo atto alla soluzione di tutti i problemi umani; solo Dio, con la sua provvidenza, può salvare l'uomo dalla sua limitatezza. MacIntyre elogia Tommaso d'Aquino per il fatto di essere stato in grado di fondere elementi appartenenti alla tradizione aristotelica con altri ereditati da Sant'Agostino e relativi alla tradizione cristiana.
Le concezioni tomistiche della giustizia e della razionalità pratica mettono in evidenza i limiti della ragione umana e l'importanza della grazia divina. MacIntyre si sposta successivamente sulla tradizione dell'illuminismo scozzese, del quale mette in risalto gli importanti contributi di pensatori come James Dalrymple, 1st Viscount of Stairr (1619-1695) e Andrew Fletcher (1653-1716). Secondo l'Autore, il protestantesimo raggiunse risultati simili a quelli operati da San Tommaso all'interno del cattolicesimo. In particolare, la tradizione scozzese insisteva sull'importanza del dibattito razionale. Così come l'aristotelismo e il tomismo, questa tradizione definisce la razionalità pratica basandosi su un concetto di buono che esclude il calcolo utilitaristico. Inoltre, allo stesso modo di San Tommaso, ma diversamente da Aristotele, la tradizione scozzese insiste particolarmente sull'ortodossia religiosa come condizione necessaria alla saggezza razionale. L'ultima tradizione analizzata è il liberalismo moderno, qui concepito come stile di pensiero che possiede una propria continuità di ricerca.
Gli ultimi tre capitoli costituiscono la parte fondamentale dell'opera poiché affrontano temi come la traducibilità fra linguaggi diversi, la razionalità delle tradizioni, l'importanza della storia, l'analisi dei quali verrà approfondita successivamente.
La riflessione storico-filosofica sul significato delle varie razionalità pratiche e delle varie teorie della giustizia, porta sia al rifiuto di una razionalità astorica sia al rifiuto di quella concezione che la intende come mascheramento ideologico di interessi di gruppi sociali. Nel 1990, MacIntyre pubblica altri due libri: First Principles, Final Ends and Contemporary Philosophical Issues e il saggio Three Rival Versions of Moral Enquiry (Tre Versioni Rivali di Ricerca Morale. Enciclopedia, Genealogia e Tradizione, trad. italiana, Massimo, Milano 1993, introd di Vittorio Possenti). Nel 1999 pubblica Dependent Rational Animals (traduzione italiana Animali Razionali Dipendenti, Vita e Pensiero, Milano 2001. Studi e approfondimenti sull'autore sono ad oggi in corso di svolgimento da parte di studiosi ed organizzazioni internazionali, tra le quali la International Society for MacIntyre Philosophy, costituita da professionisti e studiosi di vario orientamento, organizzatrice del Secondo Simposio Internazionale "Theory Practice and Tradition: Human Rationality in Pursuit of the Good Life", July 30 through August 3, 2008 St. Meinrad, Indiana, USA.

## Dopo la virtù. Saggio di teoria morale
L'opera After Virtue, del 1981, scatena un grande dibattito perché si propone una confutazione radicale del liberalismo, fuori dagli schemi consueti. La stessa appartenenza dell'Autore al comunitarismo (antagonista classico del liberalismo) è problematica, in quanto dalla sua posizione vede gli assunti di base di entrambe le correnti come due facce della stessa deriva nichilistica: l'arbitrio individuale e la razionalità burocratica e impersonale. Sullo sfondo la ripresa possibile di un'etica di stampo aristotelico, unica vera alternativa al progetto illuministico e alla sua crisi.
L'esperimento mentale con cui l'Autore comincia la sua ricostruzione è quella di una catastrofe che abbia lasciato un'epoca alle prese con le rovine delle istituzioni scientifiche e priva di coloro che possiedono il contesto, l'insieme e i nessi dei saperi scientifici. Resterebbero solo frammenti privi di senso. L'uso di questi frammenti nelle pratiche residuali, imitative, sarebbe niente più che uno scimmiottamento, una farsa arbitraria. L'ipotesi di MacIntyre è che questa situazione, immaginaria per la scienza naturale, sia vera, effettiva per il linguaggio morale.
Di questa catastrofe nella quale si è immersi, si è solo parzialmente consapevoli, da qui la difficoltà di assumere la distanza che occorre per comprenderlo/situarlo storicamente e per immaginare una riforma delle pratiche e del discorso morale. L'Autore ha quindi in mente, più che un'opera di storia e critica della filosofia morale, un vero e proprio progetto, l'After Virtue Project.
Il metodo da seguire è genetico, genealogico: non costruire una teoria astratta o avalutativa ma una storia filosofica valutativa, che permetta di far riaffiorare dall'oblio diffuso questa condizione e di ricostruire/immaginare le tappe che vi hanno condotto.
Il discorso morale contemporaneo è descritto da MacIntyre come il luogo di dissensi incompatibili, incommensurabili, il luogo di dissensi interminabili su questioni di pubblico e pressante interesse. Nella ricostruzione delle tappe storiche MacIntyre va a ritroso, cominciando con la dottrina che secondo lui esprime emblematicamente il disagio contemporaneo in materia morale, l'emotivismo: «L'emotivismo è la dottrina secondo cui tutti i giudizi di valore, e più specificatamente tutti i giudizi morali, non sono altro che espressioni di una preferenza, espressioni di un atteggiamento o di un sentimento, e appunto in questo consiste il loro carattere di giudizi morali o di valore».
Quello che è stato descritto come l'io emotivista, che accompagna la condizione contemporanea di frammentazione e arbitrarietà della morale, sostiene MacIntyre, è stato reso possibile da alcuni precisi episodi della storia sociale e della storia della filosofia insieme. Il periodo storico cruciale da considerare è quello che va dal 1630 al 1850, che coincide con quello che MacIntyre chiama il progetto illuminista.
«In quel periodo "morale" divenne il nome di quella sfera particolare in cui a regole di condotta che non siano né teologiche, né giuridiche né estetiche è concesso uno spazio culturale autonomo».
In alcuni esponenti di questa ricostruzione l'autonomia si correla con una concezione individualista, in altri con una universalista, in alcuni si ritiene fondata sul sentimento morale (Hume), in altri sulla ragione (Kant), in altri ancora sulla scelta (Kierkegaard) ma il rendersi autonomo, lo specializzarsi della morale, è il vero punto: tutti gli autori in questione, pur nelle loro enormi diversità, intendono fondare le regole morali senza ricorrere a criteri rintracciabili altrove che nell'attore morale. È proprio questa riduzione il gesto che prelude al fallimento del progetto illuminista in campo morale, e alla frammentazione che si è descritta come tipica dell'età contemporanea.
La crisi diviene pienamente visibile nel Kierkegaard di Enten-Eller, in cui la morale sembra avere uno statuto preciso almeno quanto in Kant, come morale del puro dovere, ma manca completamente di “buone ragioni”, si fonda unicamente sulla scelta individuale. La scelta in favore del dovere non è l'unica né la migliore, così come la scelta di fede (quella di Abramo, il cavaliere della fede) non è fondata su ragioni morali, anzi, se valutata secondo criteri morali appare come crimine. 
Andando a ritroso, MacIntyre rintraccia però già in Kant un preludio di consapevolezza della fragilità di un progetto morale totalmente autonomo: egli infatti da un lato vuole accedere in campo morale a un sapere rigoroso, autonomamente fondato, esattamente come nella gnoseologia. Ma è un factum e non un principio dedotto rigorosamente l'unico elemento cui si può appellare, il dovere è un fatto e per di più intimo; a partire da questo Kant mostra, ma non dimostra. Subito poi deve riconoscere con la dottrina dei postulati che «senza una struttura teleologica l'intero progetto della morale diviene inintelligibile».
Continuando a risalire a ritroso, MacIntyre afferma che «se comprendiamo la scelta kierkegaardiana come un surrogato della ragione kantiana, dobbiamo comprendere anche che Kant stava a sua volta reagendo a un episodio filosofico precedente, che l'appello di Kant alla ragione è stato l'erede e il successore storico degli appelli di Diderot e di Hume al desiderio e alle passioni». L'intenzione di Hume e Diderot non è individualistica né tantomeno relativistica, ma la dottrina ha un nucleo analogo a quello dell'emotivismo contemporaneo, pronto a emergere nella sua portata nichilista non appena venga meno lo sfondo sociale e culturale che sorregge il pacchetto di valori di riferimento (conservatori) e consente la distinzione fra passioni buone e cattive.
L'utilitarismo, prima di Bentham e poi di Stuart Mill, rappresenta per MacIntyre la reazione più coerente al fallimento del progetto illuministico: fa ricorso a un criterio apparentemente inconfutabile, radicato nell'individualità concreta e al tempo stesso capace di garantire il buon funzionamento di una collettività, la felicità. Dopo essere stata da Kant esclusa, in quanto movente inadeguato di una morale autonoma, la felicità torna in auge. Il calcolo dei piaceri perseguibili dagli individui viene sottoposto al criterio della crescita complessiva della felicità “oggettiva”, per il maggior numero.
Il tema delle regole, in questo excursus, sembra il vero scopo della riflessione morale. Ma le regole si rivelano in ultima istanza infondate. Ci si può chiedere se invece non sia proprio questo il problema, aver ridotto la morale a una questione di regolamentazione quando probabilmente per le regole sarebbe sufficiente il costume. Invece la vocazione della morale potrebbe essere quella di affrontare l'eccezione, il caso di insufficienza delle regole. La situazione della morale potrebbe essere più simile a quella dell'arte, che dà luogo a forme il cui valore deve poter essere giustificato e condiviso, ma che non possono essere l'esecuzione precisa di regole a priori. Le forme riuscite, nell'arte come nella morale, sono modelli, non regole. La stessa nozione di responsabilità, che ha il suo habitat nel discorso morale, non può reggersi se si appella a un'universalità a priori, eppure guarda all'universalità. Essa riguarda un fare che dà realizzazione a un principio assoluto, ma il principio non è evidente se non nell'atto realizzato. 
Dal momento in cui il centro della riflessione morale diviene la regola si fa sempre più difficile cogliere la differenza fra la riflessione morale e l'ingegneria sociale. La ragione, che si inibisce dalla modernità in avanti dall'occuparsi dei fini, delle essenze, dei valori in sé e ne diviene di conseguenza incapace, si auto-riduce all'ambito dei mezzi, dei modi per ottenere risultati, dell'how to do it, dell'efficienza e dell'efficacia. La seconda e non meno importante conseguenza dell'abbandono da parte della ragione dell'ambito dei fini e delle essenze, considerate qualità occulte, o ipotesi metafisiche improprie, è che i valori ultimi, che orientano e che occupano il posto dei fini, decadono a oggetti di scelte arbitrarie, individualissime, libere ma di una libertà non giustificabile. Ciò non toglie che il linguaggio morale rivesta continuamente quella inquietante arbitrarietà di più rassicuranti abiti pseudorazionali. Proprio di questi pseudoconcetti è fatta la storia della filosofia morale/politica dopo la crisi del progetto illuminista. Sono finzioni come i concetti di utilità, di diritto, di efficienza, di fatto empirico, di competenza.
L'utilitarismo: la parabola da Bentham a Stuart Mill a Sidgwick mostra che la morale fondata sulla psicologia dà luogo all'incommensurabilità dei valori e dei fini. La giustificazione della morale su base individuale, ancorché razionale, sfocia nell'impotenza della ragione a universalizzare come principi i moventi individuali, quindi nell'emotivismo.
La teoria analitica, che in campo morale si propone come teoria dei diritti (Dworkin), è un altro esempio di tentativo di far sopravvivere il discorso morale al fallimento del progetto illuminista, fondandolo su premesse minime ma perfettamente razionali perché analitiche. Il problema è che il concetto di diritto appartiene all'ambito dell'universale, è indeducibile analiticamente dai bisogni e dai desideri. È eterogeneo, richiede un contesto di regole condivise che lo riconoscano e lo stabilizzino. 
I personaggi che incarnano gli ideali morali della società emotivista: l'esteta, il terapeuta, il manager. A vario titolo essi incarnano l'emotivismo, ne confermano la base teorica, l'abolizione della differenza fra azioni manipolative e non manipolative, la coesistenza schizofrenica di autonomia (arbitrio) e manipolazione, di individualismo e collettivismo.
Il caso della finzione burocratica: fatti, efficienza, competenza, leggi predittive, il mito della spiegazione. L'esclusione della teleologia dalle spiegazioni scientifiche si estende al comportamento umano, provocando una trasformazione del concetto di fatto che lo priva di qualunque riferimento al valore, il fatto è senza valore, occuparsi di questioni di fatto significa liberarli dal fardello delle credenze, delle valutazioni. Se la fede nel controllo sociale efficiente e giustificato, che si avvale di generalizzazioni sui comportamenti umani è illusoria, la figura del manager burocratico neutro moralmente è una mascherata, c'è in realtà una “perpetuazione del fraintendimento”. 
Dunque: Nietzsche o Aristotele. In particolare: è vero che possiamo lasciare fuori dall'ambito pubblico, delle regole, la questione di che persone vogliamo diventare? È vero che la neutralità morale è dovuta nelle questioni pubbliche? Ma se questo è vero e Aristotele è irrecuperabile, non rimane che Nietzsche, la volontà senza ragioni altre che se stessa, il rovescio nichilistico della coincidenza di ragione e volontà di Kant.

### La società eroica
Il rango è il cardine che stabilisce doveri e privilegi di ogni uomo con certezza, il suo posto nella società e la sua identità dipendono da parentela e casato. 
«Le questioni assiologiche sono questioni di dati di fatto sociali. È per questo che Omero parla sempre di conoscenza di cosa fare e di come giudicare». 
L’areté, in seguito tradotta come virtù, «nei poemi omerici è usata per designare l'eccellenza di qualsiasi genere», che si esprime in azioni conseguenti. 
L'insegnamento che possiamo ricavare dalla visione morale eroica, conclude MacIntyre, è che una morale si radica necessariamente in una dimensione socialmente locale e particolare, e che «le aspirazioni della morale della modernità a un'universalità affrancata da qualsiasi particolarità è un'illusione; [...] non c'è nessun modo di possedere le virtù se non come parte di una tradizione in cui esse e la nostra comprensione di esse ci vengono tramandate da una serie di predecessori».
Secondo MacIntyre comunque quando parliamo della “visione greca delle virtù” dobbiamo essere consapevoli che ce n'erano almeno quattro: quella dei sofisti, quella di Platone, quella di Aristotele e quella dei tragici. I sofisti sostengono i concetti di bene, giustizia, virtù come qualità che conducono al successo e alla felicità individuale. Nelle versioni più radicali, come quella di Callicle, questa visione è difficilmente scalzabile. Platone rifiuta che la felicità individuale risieda nell'esercizio di un potere individuale e introduce l'accezione di dikaiosyne come «virtù che assegna a ciascuna parte dell'anima la sua funzione particolare». Concezione (condivisa da Aristotele e poi da Tommaso) che considera virtù e conflitto incompatibili in quanto c'è un ordinamento cosmico delle virtù stesse, e «la verità, nella sfera morale, consiste nella conformità del giudizio morale all'ordine di questo schema». I tragici, Sofocle in particolare, presentano una visione che da un lato ammette il conflitto fra virtù diverse o fra interpretazioni della stessa virtù, ma non rifiuta l'idea dell'ordine cosmico, non rifiuta «la proprietà di essere veri o falsi» ai giudizi morali.

### L'interpretazione aristotelica delle virtù
Aristotele parla di una prassi precisa, inserita in una precisa forma politica, quella della “migliore città stato”, e di questa elabora la forma razionale. Il baricentro dell'intera morale aristotelica è il ragionamento pratico: la premessa maggiore dice che una certa azione è buona per l'uomo, la premessa minore che questo caso rientra nella fattispecie delle azioni descritte nella maggiore, ne consegue l'azione. L'azione dunque può essere vera o falsa. Il motivo risiede nell'intima connessione fra tutti i tasselli del mosaico. L'azione, come il giudizio, si radica nelle convinzioni profonde e condivise riguardo a ciò che è bene, nella conoscenza teoretica dei fini, di ciò che è buono per l'uomo, nella capacità, educata dall'educazione morale/sentimentale di giudicare se il caso in questione rientri nel modello generale. «L'etica di Aristotele presuppone la sua biologia metafisica».
La determinazione di cos'è bene per l'uomo è fondamentale: il telos, il fine dell'uomo non è un possesso, un culmine, un momento di felicità o di prosperità, ma «un'intera vita umana vissuta nel modo migliore, e l'esercizio delle virtù è una parte necessaria e fondamentale di una vita del genere, non un semplice esercizio preparatorio per assicurarsela. Perciò non possiamo dare una caratterizzazione adeguata del bene per l'uomo senza aver fatto riferimento alle virtù». Ci si pongono fini buoni nell'agire in quanto si esercita una virtù, essa conduce alla scelta giusta e all'azione giusta. E la virtù è disposizione che si acquista, coltivabile ed educabile, ad agire ma anche a «sentire» nel modo “giusto”. L'educazione morale è educazione anche sentimentale, che educa le inclinazioni. Il giudizio morale è un giudizio in situazione, non è un giudizio che applichi meccanicamente regole. Leggi e virtù richiedono valutazione in relazione a un bene che viene prima, il bene della comunità e il bene per l'uomo. Il giudizio di ciò che richiede la giustizia nelle circostanze particolari non applica formule statiche ed è definito da Aristotele un agire «kata ton orthón lógon», secondo giusta ragione. È un uso saggio e complesso della ragione che non ha nulla di esecutivo, per questo occorre la phrónesis, la saggezza pratica ed educata. Aristotele – come già Platone - vede in connessione sistematica tutte le virtù: come il telos e il ragionamento pratico come l'azione giusta da compiere in ciascun tempo e luogo particolare».
Dopo aver indicato gli elementi più preziosi della concezione morale aristotelica, M. si pone il problema della loro recuperabilità all'interno di un tempo e di un contesto così radicalmente mutati, e articola il problema in tre punti precisi. È plausibile immaginare di tenere la teleologia aristotelica senza la sua biologia metafisica? E di tenere l'etica in assenza della struttura sociale della polis che la sostiene? E ancora, può esistere un aristotelismo etico senza la concezione armonicista e ostile al conflitto? Su quest'ultimo punto specialmente MacIntyre ravvisa un errore di Aristotele, più che una circostanza storica: Aristotele non ha compreso la condizione conflittuale, lo scontro di bene e male che fa da sfondo alla tragedia greca e l'ha ridotta a espressione contingente e eliminabile di un deficit di conoscenza e di educazione morale dell'eroe rappresentato.

### Aspetti e situazioni medievali
La società medievale appare alle prese con una difficile opera di educazione e civilizzazione, che fa i conti con un insieme composito di stili di vita, ideali, modelli in conflitto. Una società che lavora incessantemente, in assenza di istituzioni stabili (a cominciare dal diritto) ma con l'intenzione di costruirne, per «la creazione di categorie generali di giusto e sbagliato». Elementi cristiani e pagani, ebraici e islamici, frammenti lacunosi di cultura classica (Aristotele viene scoperto tardi dal Medioevo, Tommaso stesso lo legge in traduzione) recuperati o osteggiati, spesso integrati con la instabile tradizione cristiana anche allo scopo di creare programmi di studi per le nascenti università, interpretazioni diverse di ciascuno di questi ingredienti ci pongono di fronte a un assortimento difficile da dipanare. Nel lungo processo di integrazione del cristianesimo con le «forme della vita quotidiana», a cominciare dal XII secolo il «problema si pone in termini di virtù. Nell'opera di ridefinizione delle virtù che viene compiuta in quell'ibrido che è il “cristianesimo politico”, le prime a dover essere ripensate sono la lealtà e la giustizia, virtù centrali in una società feudale.
La concezione cristiana introduce virtù inedite, di cui Aristotele non sapeva nulla, la più importante delle quali è la carità; il progetto cristiano ha a disposizione la categoria del perdono oltre a quella della punizione. La giustizia e l'intera concezione del bene vengono ripensate alla luce della possibilità del perdono, della riconciliazione, della redenzione. Lo schema narrativo che diviene prevalente per raccontare questa storia è quello del viaggio, l'uomo è in cammino, il suo fine è oggetto di una ricerca, ed è potenzialmente in grado di redimere tutto il passato. «Le virtù sono quelle qualità che consentono di superare i mali, di adempiere il compito, di completare il viaggio». Storicità della concezione morale cristiana: «muoversi verso il bene vuol dire muoversi nel tempo». Concludendo MacIntyre ribadisce che l'”eccezionale conquista” non solo del medioevo cristiano ma anche di quello ebraico e islamico risiede nell'eterogeneità del pensiero medievale, nella sua impressionante capacità di utilizzare creativamente i conflitti, nella spesso paradossale intenzione di collegare prospettiva storica biblica e aristotelismo. Le sintesi unitarie di Tommaso e dello stesso Aristotele, fondate come sono su una visione deduttivista (ordine morale dato in Tommaso, metafisica biologica in Aristotele) in questa prospettiva appaiono paradossalmente quasi marginali nella storia che MacIntyre sta ricostruendo e in cui il Medioevo occupa un posto così rilevante. 
Da tutte queste esemplificazioni cosa si può ricavare in merito alla questione divenuta irrimandabile di “che cosa è la virtù”? Per ricostruire il concetto unitario di virtù occorre seguire tre piste, che corrispondono ad altrettanti ingredienti imprescindibili della concezione fondamentale della virtù, e di ognuno di questi ingredienti occorre dare un'interpretazione che permetta di determinarne la pertinenza all'interno del concetto di virtù. Si tratta rispettivamente dei concetti di pratica, di ordine narrativo di una singola vita umana, di tradizione morale. Di ciascuno MacIntyre dà una definizione e un'interpretazione.
«Per pratica intenderò qualsiasi forma coerente e complessa di attività umana cooperativa socialmente stabilita, mediante la quale valori insiti in tale forma di attività vengono realizzati». Attraverso una pratica così intesa, e solo attraverso di essa, si estendono al contempo «le facoltà umane di raggiungere l'eccellenza» ma anche o soprattutto «le concezioni umane dei fini e dei valori impliciti». Questo è il nodo centrale del concetto di pratica utile per la definizione della virtù: i valori insiti nella pratica, sono altro dai risultati esterni perseguiti attraverso di essa; là dove in una pratica contasse solo il risultato (es. vincere per il gioco degli scacchi) non ci sarebbe alcuna controindicazione nel machiavellismo, cioè nell'usare qualunque mezzo per ottenerlo (es. barare al gioco). Là dove invece di una pratica si comprendano i valori/fini intrinseci, nell'atto stesso di farne esperienza, l'adozione di mezzi estranei e impropri diviene una sconfitta, perché il risultato esterno passa in secondo piano rispetto alla conquista di quei valori. Conquistarli e apprenderli è tutt'uno, e per entrambi gli scopi la pratica in prima persona non è sostituibile con un apprendimento passivo o teorico. Altro elemento fondamentale per le pratiche è la presenza di modelli (i migliori fino a quel momento realizzati) di eccellenza, che comportano l'obbedienza a regole e l'esposizione di chi pratica al giudizio sulla base di quei modelli.
«Nel campo delle pratiche, l'autorità dei valori e dei modelli opera in modo tale da escludere ogni analisi soggettivista ed emotivista del giudizio. De gustibus est disputandum».
La prima definizione della virtù che scaturisce dall'esame delle pratiche è la seguente: 
«La virtù è una qualità umana acquisita il cui possesso ed esercizio tende a consentirci di raggiungere quei valori che sono interni alle pratiche, e la cui mancanza ci impedisce effettivamente di raggiungere qualsiasi valore del genere». 
«Ogni pratica richiede un certo genere di rapporto fra coloro che vi partecipano», e questo rapporto deve necessariamente essere improntato a veridicità, fiducia, giustizia e coraggio. Dunque non solo le virtù in generale sono implicate dall'esistenza di pratiche. 
Le pratiche non vanno confuse con le istituzioni che le promuovono e le sostengono nel tempo. In genere le istituzioni si occupano dei valori esterni, di procurare e incrementare i mezzi per il perseguimento dei fini. «Gli ideali e la creatività della pratica sono sempre minacciati dall'avidità dell'istituzione, in cui la preoccupazione cooperativa per i valori comuni della pratica è sempre minacciata dalla competitività dell'istituzione. In questo contesto risulta evidente la funzione essenziale delle virtù. Senza di loro, senza la giustizia, il coraggio e la veridicità, le pratiche non potrebbero resistere alla potenza corruttrice delle istituzioni».
Dunque, se consideriamo la politica come una pratica, non possiamo secondo MacIntyre intenderla come un'istituzione pura, che si occupa solo di valori esterni, perché «in qualsiasi società che riconoscesse solo valori esterni, la competitività sarebbe la caratteristica dominante o addirittura esclusiva».
In ottica comunitaria, MacIntyre aspira “alla costruzione di nuove forme di comunità entro cui la vita morale possa essere sostenuta, in modo che sia la civiltà sia la morale abbiano la possibilità di sopravvivere all’epoca incipiente di barbarie e di oscurità”.

### Le virtù, l'unità della vita umana e il concetto di tradizione
La separazione è il motto della modernità. L'identità personale sembra fluidificata nei ruoli o blindata per non contaminarsi. Ma il concetto di soggettività inteso come un io unitario in virtù della narrazione continua che va dalla nascita alla morte, non è scomparso. Pensiamo all'io in forma narrativa molto spesso. Per rendere intelligibile un comportamento non ci limitiamo mai a descriverlo isolatamente, ma lo collochiamo in un contesto e in una storia che rendano conto delle intenzioni. Le intenzioni vanno ordinate secondo priorità, in una concatenazione causale e temporale. Le credenze del soggetto sono da mettere in conto. L'esito è un'azione di cui qualcuno può ritenersi responsabile. Dunque, la spiegazione delle azioni umane è sempre una narrazione, e il soggetto ne è sempre attore e autore. L'imprevedibilità è connaturata a questa situazione intricata, la «struttura narrativa della vita umana» è «imprevedibile» e «teleologica» al tempo stesso:
«L'uomo nelle sue azioni e nella sua prassi tanto quanto nelle sue finzioni, è essenzialmente un animale che racconta storie. Non è essenzialmente, ma diventa attraverso la sua storia, un narratore di storie che aspira alla verità [...] La narrazione di storie [è] una parte fondamentale della nostra educazione alle virtù». Quell'unità narrativa ci permette di considerare la vita individuale come una ricerca che ha un telos, di chiederci se è riuscita, che cosa è bene per qualcuno, se sta tendendo verso il proprio compimento.
Nella considerazione della vita individuale da un punto di vista morale e teleologico non può mancare l'orizzonte sociale e culturale nel quale è inserita e dal quale eredita obblighi e aspettative, parti cospicue dell'identità. L'eredità, in una tradizione vivente come quella delle istituzioni che sorreggono le pratiche, viene ridiscussa costantemente, ma per esserlo deve essere riconosciuta.
«Le tradizioni, quando sono vitali, implicano continui conflitti».
Anche per mantenere vitali le tradizioni, che a loro volta sono indispensabili per sorreggere le pratiche, occorrono virtù: «La mancanza di giustizia, la mancanza di veridicità, la mancanza di coraggio, la mancanza delle virtù intellettuali appropriate; tutto questo corrompe le tradizioni, esattamente come corrompe le istituzioni e le pratiche».

### Dalle virtù alla virtù e dopo la virtù
MacIntyre ritorna nelle utili e chiare pagine iniziali del capitolo su tutti i nodi del suo schema interpretativo. Tutto nel campo della morale diventa difficile, in questo quadro in cui l'egoismo umano è considerato un dato insuperabile di natura ed è affondata l'idea che i valori non siano una proprietà privata né espressioni di sentimenti. Merito e onore sono nozioni che divengono inutilizzabili, in quanto erano legate a una concezione condivisa del bene della comunità, del bene per l'uomo e al contributo di ciascuno alla realizzazione di tale bene. Mancando il riferimento al merito la giustizia distributiva non può che affidarsi all'idea di uguaglianza o a quella del diritto legale, entrambe molto problematiche.
Un'altra caratteristica dominante almeno da Hume in avanti è che al posto delle virtù al plurale si parla di virtù al singolare. Le virtù plurali servivano al conseguimento di un bene condiviso nel suo significato; la virtù al singolare è fine a sé stessa, enigmatica nel suo contenuto, spesso coincidente nell'immaginario sociale con la morigeratezza sessuale, o comunque con il controllo delle passioni e con il “seguire le regole”. La morale è fatta di regole, è obbedienza alle regole, le regole servono a garantire che nelle comunità umane non ci si distrugga a vicenda e si possano perseguire l'utile e il piacevole. 
«La sostanza della morale si va facendo sempre più sfuggente. Tale carattere sfuggente trasforma la natura sia della vita privata sia di quella pubblica. Ciò che questo comporta in particolare per la vita pubblica dipende dalla sorte della concezione di una specifica virtù, quella della giustizia».

### La giustizia come virtù: mutamento di concezioni
Le regole nascono per tutelare diritti (e ogni regola li limita, spesso tutelando i diritti di una categoria limita quelli di un'altra), quindi si genera una sorta di circolo: per stabilire quali regole sono giuste bisognerebbe condividere un'idea di diritti fondamentali da tutelare (e quest'idea comune non c'è, ci sono invece diverse famiglie di teorie dei diritti fondamentali, in conflitto) quindi un'idea di giustizia. Ma la giustizia (alias virtù) nella modernità ha bisogno del riferimento alle regole per poter essere pensata, perché non è altro che la disposizione a seguire le regole. 
Due teorie della giustizia sono più rilevanti al tempo della redazione del saggio, quella di Robert Nozick e quella di John Rawls (rispettivamente contenute in Anarchy, State and Utopie, del 1974, e in A Theory of Justice, del 1971. I due autori sostengono due concezioni di giustizia diverse, l'una (Nozick) basata sulla legittimità del titolo a possedere e quindi sul diritto su quanto si è acquisito lecitamente, anche se questo diritto genera disuguaglianze di ogni genere. Da quest'idea deriva un'idea di stato minimo, che vigila unicamente sulla correttezza delle procedure di acquisizione. L'altra (Rawls) basata sull'idea che creare disuguaglianze sia giusto solo se con esse si avvantaggiano i più deboli, garantendo loro l'accesso a una serie di diritti fondamentali, basati sui bisogni fondamentali.
Osserva MacIntyre che le due concezioni, così diverse e sostanzialmente incompatibili, hanno in comune anzitutto l'impossibilità razionale di far riferimento al concetto di merito e poi il fatto che gli individui pensati da entrambe le teorie sono immaginati entrare a far parte di una società come se questa fosse un semplice insieme di regole. Partono da considerazioni razionali che fanno capo ai loro interessi privati, da preservare e da considerare come limiti invalicabili nei confronti dei vincoli (le regole) reciproci che è ammissibile imporsi.
La critica allo Stato moderno è dunque l'ultima parola di MacIntyre, non in un'accezione anarchica, perché non viene affatto respinta «l'idea che certe forme di governo siano necessarie e legittime», ma in funzione della difesa e della riproposizione di quella tradizione delle virtù che è risultata incompatibile con l'ordinamento politico moderno, con la sua sostanziale sovrapposizione con il mercato e i suoi valori e con l'individualismo.

### Dopo la virtù: Nietzsche o Aristotele, Trotzkij e San Benedetto
Nietzsche non vince contro Aristotele, e neppure rappresenta una vera alternativa all'individualismo razionalista, perché ne è l'estremizzazione.
Perché Trotzskij e San Benedetto? Perché in conclusione del capitolo e del libro MacIntyre affronta rapidamente il tema del marxismo, già più volte accennato nel corso della trattazione, per sostenere che esso, pur avendo rappresentato «una delle più ricche fonti di idee sulla società moderna», come tradizione politica sia esaurito (e Trotzskij lo ha reso manifesto con il suo pessimismo rispetto alla possibilità che dal capitalismo avanzato e dal suo fallimento potessero scaturire le condizioni per un futuro migliore). In sostanza tutte le tradizioni politiche interne alla nostra cultura sono esaurite. La situazione somiglia a quella dei secoli bui del declino dell'impero romano, in cui la svolta ci fu nel momento in cui «uomini e donne di buona volontà si distolsero dal compito di puntellare l'imperium romano e smisero di identificare la continuazione della civiltà e della comunità morale con la conservazione di tale imperium». Ci fu chi allora – come San Benedetto – costruì forme locali di comunità che conservarono la civiltà, la vita morale e intellettuale attraverso i secoli oscuri che incombevano, e questa è la figura storica che può indicare anche a noi la strada.

## Opere
- (EN) Marxism: An Interpretation, Londra, SCM Press, 1953.

- (EN) Alasdair MacIntyre e Anthony Flew (a cura di), New Essays in Philosophical Theology, Londra, SCM Press, 1955.

- (EN) The Unconscious: A Conceptual Analysis, Londra, Routledge & Kegan Paul, 2004  [1958].

- (EN) Difficulties in Christian Belief, Londra, SCM Press, 1959.

- (EN) Hume's Ethical Writings, New York, Collier, 1965.

- (EN) A Short History of Ethics, 2ª ed., New York, Macmillan, 1998  [1966].

- (EN) Secularization and Moral Change, Oxford University Press, 1967.

- (EN) Alasdair MacIntyre e Paul Ricoeur, The Religious Significance of Atheism, New York, Columbia University Press, 1969.

- (EN) Herbert Marcuse: An Exposition and a Polemic, New York, The Viking Press, 1970.

- (EN) Against the Self-Images of the Age: Essays on Ideology and Philosophy, Londra, Duckworth, 1971.

- (EN) After Virtue, 3ª ed., University of Notre Dame Press, 2007  [1981].

- (EN) Whose Justice? Which Rationality?, University of Notre Dame Press, 1988.

- (EN) Three Rival Versions of Moral Enquiry, collana The Gifford Lectures, University of Notre Dame Press, 1990.

- (EN) Marxism and Christianity, 2ª ed., Londra, Duckworth, 1995.

- (EN) Kelvin Knight (a cura di), The MacIntyre Reader, University of Notre Dame Press, 1998.

- (EN) Dependent Rational Animals: Why Human Beings Need the Virtues, Chicago, Open Court, 1999.

- (EN) Edith Stein: A Philosophical Prologue, 1913–1922, Rowman & Littlefield Publishers, 2005.

- (EN) The Tasks of Philosophy: Selected Essays, Volume 1, Cambridge University Press, 2006.

- (EN) Ethics and Politics: Selected Essays, Volume 2, Cambridge University Press, 2006.

- (EN) Paul Blackledge e Neil Davidson (a cura di), Alasdair MacIntyre's Early Marxist Writings: Essays and Articles 1953–1974, Brill, 2008.

- (EN) God, Philosophy, Universities: A History of the Catholic Philosophical Tradition, Londra, Continuum, 2009.

- (EN) Ethics in the Conflicts of Modernity: An Essay on Desire, Practical Reasoning, and Narrative, Cambridge University Press, 2016.

### In italiano
- M. D'Avenia (a cura di), Dopo la virtù. Saggio di teoria morale [After Virtue], collana Studi di filosofia, 2ª ed., Roma, Armando Editore, 2007  [1981], ISBN 9788883589218.

- Marxismo e cristianesimo [Marxism and Christianity], traduzione di C. Scarpa, Roma, NovaEuropa Edizioni, 2019, ISBN 8885242200.